# Península Guesalaga
La península Guesalaga es una pequeña península cubierta de guijarros, con forma de L, que se encuentra en el lado este de la Bahía Discovery, la isla Greenwich de las Islas Shetland del Sur, en la Antártida, formando la costa noroeste de la ensenada de Iquique y el lado norte de su entrada. La isla se extiende 700 m hacia el sudoeste con 300 m de ancho, con la protuberancia estrecha de Reyes Spit que se extiende 400 m hacia el suroeste desde su extremo oeste Reyes Point en la bahía Discovery. La base antártica chilena Arturo Prat está situada en la península.
La península Guesalaga lleva el nombre del capitán Federico Guesalaga, líder de la Expedición Antártica Chilena de 1947 en la fragata Iquique y del barco de transporte Angamos que estableció la Base Naval Capitán Arturo Prat, mientras Reyes Point y Reyes Spit llevan el nombre del segundo sargento de navegación Camilo que estaba a cargo de la navegación instrumentos en el Iquique.

## Localización
La península se encuentra en las coordenadas 62 ° 28'45,3 "S 59 ° 40'00" O, a 1,38 km al sur-suroeste del Punto Ash, 2,67 km al norte-noreste del Punto Ferrer y a 5,03 km al sudeste del Punto Spark (cartografía chilena en 1951 y 1971, británica en 1964 y 1968, y búlgara en 2005 y 2009).